# Mariana Flores
Mariana Flores (Mendoza, 1980) es una soprano argentina especializada en repertorio musical barroco.

## Biografía
Nació en 1980 en Mendoza, Argentina. Estudió canto en la Universidad Nacional de Cuyo (Mendoza) con Silvia Nasiff e interpretación con Maria Teresa D'Amico, diplomándose en 2003. Siguió sus estudios en Suiza, en la Schola Cantorum Basiliensis, con la mezzosoprano Rosa Domínguez, estudios que terminó en 2008. Ha recibido clases magistrales con, entre otras, la mezzosoprano argentina Bernarda Fink.
Trabaja regularmente con la Cappella Mediterranea y la Ensemble Clematis bajo la dirección orquestal del músico argentino Leonardo García Alarcón, quien terminó siendo su esposo y con quien reside en Francia. Mariana se ha especializado como intérprete del repertorio barroco. Regularmente trabaja con otras importantes figuras de la música clásica como son Manfredo Kraemer, John Eliot Gardiner, Christina Pluhar, etc. 
Ha cantado en todos los continentes y en los festivales de música barroca más prestigiosos. En España debutó en marzo de 2016, en el Teatro de la Zarzuela de Madrid interpretando a Sebastián Durón. En producciones dirigidas por Leonardo García Alarcón ha actuado en el Palais Garnier (Francia) interpretando la ópera el Eliogabalo, de Francesco Cavalli (septiembre de 2016) y, en enero de 2017, en la Ópera de Ginebra (Suiza) con Il Giasone de Cavalli.

## Discografía selecta
- Ulisse all'Isola di Circe de Giuseppe Zamponi, con la Capella mediterranea y el Chœur de chambre de Namur y dirección de Leonardo García Alarcón
- 2010 : Il Regno d'amore de Girolamo Frescobaldi, con la Ensemble Clematis y dirección de Leonardo García Alarcón